# 2024年孟加拉国公职配额改革运动
2024年孟加拉国公职配额改革运动是一場從当年6月起，由孟加拉国各所大学学生发起，最初呼吁改革传统的政府公务员配额录用制度，但在一百余名抗议者死于政府镇压后，运动规模迅速扩大并激化为由大量青年与民众参与，针对政府的大规模抗议。
此次抗议活动最初仅针对公务员配额制，且范围仅限于大学校园内。然而，政府就此抗议强硬回应，加上公众在专制政府统治下长期遭受压迫，导致抗议活动迅速蔓延至全国。政府无力应对长期的经济衰退与缺乏民主渠道以进行改革等问题亦使局势更加复杂。
人民联盟政府指责抗议活动被政治对手劫持，试图破坏国家稳定。政府试图通过关闭所有教育机构、利用其学生组织「学生联盟」对抗抗议学生、部署警察和边防警卫并最终宣布全国范围内实施宵禁以镇压抗议活动。在此过程中，大量军队被部署至全国各地。同时，孟加拉国还进行了前所未有的全国性互联网封锁，使其与世界其他地区隔绝至今。
活动的死亡人数說法不一。据法新社报道，截至7月22日，至少有163人在此过程中丧生，其中包含大量学生。至28日，已有超過9,000人遭到逮捕。
8月5日，總理谢赫·哈西娜宣佈辭職並逃離孟加拉國，軍方組成臨時政府，陆军参谋长韦克·乌兹·扎曼代理总理。经抗议者提名，穆罕默德·尤努斯被选为孟加拉国临时政府总理，直至举行新的选举。

## 背景
孟加拉国公务员制度起源于巴基斯坦的公务员制度，该制度以英属印度的公务员制度为基础。在孟加拉国独立后，总统谢赫·穆吉布·拉赫曼所领导的人民联盟政府通过内阁服务部命令为孟加拉国公务员制度设立了配额，其中30%的配额被分配给孟加拉国解放战争的老兵（亦被称为自由战士），10%分配给战争中受害的妇女，40%的配额保留给来自代表性不足地区的人士，而择优录用者仅能获得20%的职位。
1975年，总统谢赫·穆吉布·拉赫曼遇刺身亡，人民联盟随之下台。次年，孟加拉国政府将来自代表性不足地区的人的配额减少到20%，而择优录用者的岗位分配则增加到40%。但由于适用于战争中受害妇女的岗位无人认领，该配额于1985年起改为适用于所有妇女。此外，针对代表性不足地区的配额亦被减少至10%，同时又有5％的配额被分配至该国的土著社区。由此，择优录取的比例增加至45％。1997年，随着自由战士的应募人数因年龄原因而减少，孟加拉国政府将配额的适用范围扩大到自由战士的子女。
2008年，前公务员、自由战士阿克巴尔·阿里·汗和公务员卡齐·拉基布丁·艾哈迈德向孟加拉国公共服务委员会主席萨达特·侯赛因提交了一份关于配额制度的报告，其中指出配额制度存在缺陷，并呼吁进行改革。报告指出，如果不进行改革，人们将对孟加拉国公务员录取制度产生质疑。2010年，孟加拉国政府进一步将自由战士的孙辈纳入配额的范围中。2012 年，孟加拉国公共服务委员会又为残疾人士增加了1%的配额，使得择优录取的比例降至 44%。
配额制度所导致的分数与入职机会的不匹配引起了学生群体的不满。2013年7月10日，数百名未能通过第34届公务员选拔考试的考生聚集在Shahbagh路口抗议。他们称自己在考试中表现优异，但依然未能通过考试，并要求减少公务员岗位中的配额。抗议在之后数日内迅速升级并蔓延至全国，但活动最终被镇压。
2018年3月8日，孟加拉国高等法院驳回了一项质疑配额制度合法性的申诉。21日，总理谢赫·哈西娜表示将继续保留自由战士后代的配额，这引起了学生愤怒的集中爆发。从4月8日起，数百名学生开始组织大规模抗议，并要求将配额由56％减少至10％。最终，孟加拉国政府表示妥协，于10月3日宣布废除部分职位的配额，而未废除的部分亦将以择优录取部分的候选人填补。这一决定于2020年7月1日起开始生效。
2024年6月5日，孟加拉国高等法院就一名自由战士后裔和其他6人就取消公职配额提出的上诉作出判决，将2018年的政府通告判定为非法，从而恢复了原本的公职配额。政府随后向最高法院发起上诉。在判决公布后，孟加拉国各所公私立大学随即发起抗议。对此，上诉分庭命令配额制度暂时维持现状并暂停高等法院的判决，直至政府上诉的听证会结束为止。
法院判决后，网上开始出现反对判决的活动，并呼吁重复2018年的抗议。抗议活动最初于6月初举行，主要集中在首都达卡，后因宰牲节和暑假而停止。假期过后，学生于7月1日重新开始和平示威，而公立大学教师亦宣布罢工，抗议新的全民养老金计划，导致大学关闭。
抗议活动随即蔓延至全国。7月7日，抗议者在全国范围内发起「孟加拉封锁」 ，组织交通和铁路阻塞，并在达卡、吉大港、库米拉、杰索尔、朗布尔和拉杰沙希等主要城市举行示威活动。尽管上诉庭于7月10日暂时维持现有配额四周时间不变，但抗议活动仍然持续，并要求政府给出解决方案。次日，抗议活动首次演变为警方与学生间的暴力冲突。7月14日，总理谢赫·哈西娜发表的争议言论更使局势进一步升级。7月15日，抗议者遭到学生联盟的暴力镇压，造成数百人受伤。

## 诉求
反歧视学生运动向政府提出了以下要求：
- 取消现有的政府公职配额制度。
- 向少数群体和残疾人提供公平的配额。
- 实行仅为最多5%的工作岗位提供配额的新法律。

### 九点诉求
7月29日发给媒体的新闻稿中，针对全国普通学生在名额改革运动中的诉求，执法人员造成数百名学生死亡、数千名学生受伤后，反歧视学生运动的协调员拒绝举行国家哀悼。随后，他们提出九诉求，呼吁8月3日在全国范围内举行抗议游行，并从8月4日起在全国范围内进行无限期不合作运动。九点要求是：
- 谢赫·哈西娜总理应就杀害学生和公民的事件向全国公开道歉。
- 内政部长阿萨杜扎曼·汗·卡马尔、道路运输和桥梁部长奥拜杜尔·夸德尔、教育部长莫希布尔·哈桑·乔杜里、法律部长阿尼苏尔·哈克应辞去内阁职务，因其对执法部队、党员干部和恐怖分子杀害学生和公民负有责任。由于该国通过封锁互联网进行数字镇压，信息国务部长朱奈德·艾哈迈德·帕拉克亦应辞职。新闻国务部长穆罕默德·阿拉法特同样应因负有国际媒体对抗议学生进行抹黑报道的责任而辞职。
- 内政部、警察局长和警察总监等有关学生和公民遇难的职员应当被解除职务。
- 在全国每所大学，包括达卡大学、贾格纳特大学、贾汉吉尔纳加尔大学、拉杰沙希大学和吉大港大学，其副校长等职员应当因负有指使校园治安部队参与镇压和平运动的责任而辞职。
- 对参与袭击学生的警察、军队、学生联盟-青年联盟，以及命令警察和军队向手无寸铁的学生开枪的行政法官等职员进行逮捕。
- 尽快向全国遇难、受伤学生家属提供充分赔偿。
- 尽快取缔全国各大学和教育机构中的达卡大学、贾格纳特大学、贾汉吉尔讷格尔大学、拉杰沙希大学和吉大港大学现有组织，并应尽快系统地建立学生会，禁止包括学生联盟等在内的人员参与。
- 所有教育机构和礼堂应立即开放。应取消宵禁，并撤出部署在全国所有校园内的军警部队。
- 必须保证参与反歧视学生运动的学生不会受到任何形式的学术或行政骚扰。立即释放遭受逮捕和警察骚扰的协调员与学生，并撤回所有案件。

## 过程

### 早期

#### 6月5日 – 7月9日
6月5日，孟加拉最高法院裁定公职配额改革制度维持不变，30%的公职继续为孟加拉国解放战争参战人员的子女及孙辈保留。该决定引发该国六所大学的学生和平抗议。
6月16日，孟加拉进入一连三天的古尔邦节假期，各校的示威活动有所平息。
7月7日，学生开始堵路，要求取消配额。

#### 7月10日
当天上午11点，達卡大學学生在校园内游行，游行队伍从学校图书馆前出发，途径拉朱反恐怖主义纪念雕塑，终点设在沙巴格十字路口的路障。治安部队在学生面前设置路障。中午时分，最高法院大法官要求学生撤离。因多地出现堵路，达卡交通陷入瘫痪状态，长途客车暂停运营。
在科米拉大学，警方攻击示威学生。

#### 7月11日
沙巴格的路障原定于当天下午3点撤走，然而由于学生趁下雨越过警方防线进入沙巴格，路障最终于下午4点30分撤走。除了沙巴格，达卡其他地区未受学生运动影响。至晚上9点，学生结束游行，并宣布于12日再度发起游行，抗议警方暴力。

#### 7月12日
当地时间下午5点，学生们聚集在沙巴格进行抗议并对周边道路进行封锁。当学生们在科米拉维多利亚学院抗议时，一群来自孟加拉学生联盟成员发动了袭击。

#### 7月13日
学生们通过封锁拉杰沙希的铁路轨道进行抗议。达卡大学的学生当晚举行了新闻发布会，批评有人试图通过诉讼来阻止学生运动。

#### 7月14日
学生们再次在达卡举行抗议游行、静坐抗议和封锁道路。同时，抗议学生向孟加拉国时任总统穆罕默德·谢哈布丁提交了一份备忘录，在备忘录中批评政府对公职配额的改变，要求总统立即举行会议，以合理化所有级别政府的配额制度。
据称，孟加拉国总理在新闻发布会上发表了有争议的言论，称抗议配额改革运动的学生是拉贾卡尔（孟加拉国解放战争中支持巴基斯坦的孟加拉人志愿军）的徒子徒孙。为回应这一言论，学生们在达卡大学校园内组织了午夜示威活动。来自其他学校的女学生打破了当局在宿舍门口设置的锁，加入了抗议活动。
为了镇压学生抗议，政府指示网络运营商关闭达卡大学的4G网络。晚上11:30左右，孟加拉国学生联盟的领导人和成员再次袭击了位于吉大港大学的抗议者，造成13名抗议者受伤。

#### 7月15日
孟加拉国执政党——孟加拉国人民联盟总书记周一表示，他们的附属组织，孟加拉国学生联盟准备对抗议者们的“傲慢行为”做出恰当的回应。此后不久，针对抗议者的大规模袭击就开始了。在杰索尔，中午12点左右，杰索尔科技大学和迈克尔·马杜苏丹学院的学生举行了抗议活动，学生联盟的一名成员袭击并打伤了一名抗议者。
在达卡，学生联盟的成员于下午3点45分左右开始进行反示威游行。当天晚些时候，学生联盟成员袭击了达卡大学 Bijoy Ekattor 大厅内的学生，有人看到一些袭击者用手枪射击学生并携带棍棒来殴打抗议者。作为回应，抗议者还从大厅内向袭击者扔砖头进行回击。在报道达卡大学的抗议活动时，《每日星报》和孟加拉国新闻社《Prothom Alo》的两名记者在袭击中受伤。下午5:30，学生联盟成员试图袭击达卡医学院附属医院的急诊室，那里有200多名在冲突中受伤的学生正在寻求治疗。经过整个下午的多次尝试， 学生联盟成员于晚上7:30左右强行进入医院并发起袭击。袭击者携带棍棒和斧头，来袭击受伤的学生同时破坏了停在医院的几辆救护车。
当天晚上，拉杰沙希大学的学生联盟支部针对抗议的学生发动袭击，造成六名学生受伤，其中包括拉杰沙希大学的孟加拉国学生联盟的联合召集人。在库米拉，库米拉大学反歧视学生运动的协调员在晚上8点左右遭到袭击，当时八名学生联盟成员拦住他，要求检查手机并殴打了他。
抗议者呼吁在7月16日下午3点在全国所有教育机构举行全国性示威和集会。

#### 7月16日

以阿布·赛义德之死创作的艺术作品

凌晨12:15左右，学生联盟成员袭击了贾汉吉尔纳加尔大学的学生，而且在袭击中使用了枪支。学生们为了躲避袭击被迫砸开门锁，躲在校长的住所里。大约300名袭击者手持手枪和棍棒，向学生投掷砖块和玻璃瓶。据报道，这次袭击事件造成两名记者受伤，其中包括一名来自《达卡论坛报》的记者和50多名学生抗议者受伤。袭击发生后，警察赶到现场控制局势，两伙人都站在校长官邸外对峙。学生们声称袭击者包括外来者，其中一些人四十多岁。后来，当地警察局副督察决定将责任推到学生身上，称抗议者应该为造成“这场混乱”负责。
下午2:30至下午3:00，在朗布尔的Begum Rokeya大学门前发生了一起涉及警察和抗议学生的暴力事件。警方在事件中动用了警棍和手枪来镇压学生。据朗布尔医学院医院院长称，一名名叫阿布·赛义德（Abu Sayed）的学生因枪伤被送往医院后死亡。
下午3:30左右，在 Farmgate-Khamabari地区，学生联盟再次用棍棒袭击了抗议者。很多抗议者跑进达卡地铁来躲避袭击者，但袭击者仍然闯入并开始殴打学生，许多乘客目睹了这一幕并导致了恐慌。据称警方被派去控制局势，然而，负责达卡地铁官方否认了这些说法，并表示车站警卫在“歹徒”手持竹棍进入时将他们驱赶出去。他们还表示车站没有受到损坏。然而，他们宣布计划关闭车站的一些大门一段时间，以防止此类事件再次发生。
随着公立大学的学生被迫撤离，各个学校、学院和私立大学的学生也加入了抗议。他们抗议并封锁道路，反对学生联盟在配额改革运动中的暴力行为，包括达卡圣母学院、达卡住宿示范学院、拉杰克·乌塔拉示范学院、亚当吉军事学院、维恰尔妮莎·农女子学校、理想学校、理想学院、达卡城市学院、BAF达卡沙欣学院、比尔什雷什塔·农·穆罕默德公立学院、首亚大学、联合国际大学等大学和学院联合举行了抗议。
来自南北大学、孟加拉独立大学和布拉奇大学的学生在巴顺达拉住宅区和巴达区的校园内及其周围举行抗议，学生设置的封锁线一直延伸到巴里达拉和孟加拉国最大的购物中心贾木那未来公园购物中心前的街道并导致邻近地区陷入交通堵塞。首亚大学的学生封锁了达卡高档住宅和商业区巴纳尼。圣母学院的学生在孟加拉国的主要金融中心和最大的中央商务区莫蒂耶尔的沙普拉广场举行抗议。水仙花国际大学的学生也试图在路边举行示威，但他们最终选择在校园内抗议。其他大学和学院的学生也加入了抗议活动。
除了位于达卡市中心的道路之外，学生们还封锁了吉大港和莫哈卡利的铁路线。达卡到吉大港、巴里萨尔、拉杰沙希和坦盖尔的高速公路也被学生们封锁。当晚，教育部宣布无限期关闭学校和学院，并推迟原定于7月18日举行的HSC考试。孟加拉国大学教育资助委员会也宣布，全国所有公立和私立大学将继续关闭，直至另行通知开学日期。同时，所有附属的医学、纺织、工程和其他学院也将继续关闭。该委员会还指示大学当局腾出宿舍，据称是考虑到学生的安全。
为了纪念在抗议过程中的阵亡者，反歧视学生运动宣布定于7月17日举行象征性的葬礼祈祷。

#### 7月17日
孟加拉民族主义党和其他政党为纪念7月16日在抗议中丧生的六名人士而组织的葬礼祈祷活动结束后，与警方爆发了冲突。政府命令所有学生撤离宿舍，而抗议者拒绝了这一命令，当局因此派遣警察强行疏散宿舍。为回应警察强行疏散宿舍一事，封锁达卡-巴里萨尔高速公路的学生宣布他们将继续封锁高速公路，禁止除紧急服务外的所有车辆通行，以抗议警察暴力，要求为死者伸张正义，并呼吁建立一个没有恐怖的校园。
孟加拉国总理谢赫·哈西娜于晚上7:30发表全国讲话，宣布政府会对抗议期间的死亡事件进行司法调查，并呼吁学生耐心等待最高法院作出判决，强调为学生伸张正义并谴责暴力行为。

### 完全停擺

#### 7月18日
当地时间上午，警方在街头与布拉奇大学的抗议学生发生冲突。学生们破坏了一个交警亭并烧毁了几辆摩托车，因为冲突蔓延到兰普拉大桥，更多的学生在那里加入了抗议活动。目击者说，上午10点30分左右，数百名学生走上大学校园前的街道。冲突随之而来，警察试图阻止他们继续抗议，并使用警棍来殴打学生还在校园内使用闪光弹和催淚彈。报道称，大约有30名来自不同大学的抗议学生被孟加拉国警方杀害。
孟加拉国司法部长阿尼苏尔·哈克与总检察长商讨上诉事宜，要求法院于7月21日审理此案并敦促学生停止抗议活动。随后，学生们冲进国有电视孟加拉国电视台总部，并实施纵火袭击。袭击发生后，电视台停止了转播。孟加拉国警察局、快速反应营、孟加拉銀行、孟加拉国总理办公室和孟加拉国学生联盟联盟的官方网站遭到亲抗议者组织的网络攻击，以回应警方和学生联盟的暴力行为和袭击。晚上9点左右，政府关闭了全国的互联网接入。

### 談判和最高法院的裁決

#### 7月19日
达卡市警察局为阻止学生抗议，宣布无限期暂停公众集会和游行。据几位不愿透露姓名的铁路主管向 Prothom Alo （《曙光日报》）透露，孟加拉国铁路当局奉政府高层命令，被迫关闭达卡与全国其他地区之间的列车服务，以防止配额改革抗议者乘坐列车出行或集会。7月18日开始的全国互联网中断持续到7月19日。
在全国范围内，要求进行配额改革的抗议活动仍在继续。上午10:00 左右，拉贾沙希工程技术大学的教师们戴着黑色面罩以示抗议。大约下午12:45，在吉绍尔甘杰县的抗议者包围警察局后，警察从警察局内向人群开枪，造成一百多名学生受伤。其他地方也发生了一些与警方的冲突，包括达卡、马里巴格等城镇。在诺尔辛迪县，抗议者冲进一所监狱，释放了数百名囚犯，然后纵火焚烧了该监狱。政府实施宵禁并在全国范围内部署军队。
孟加拉侨民在阿联酋多条街道举行集会，声援家乡的示威者，结果有数十人遭逮捕并被判刑。

#### 7月20日
配额改革运动协调员纳希德·伊斯兰 (Nahid Islam) 被从南迪帕拉的一个朋友家带走。纳希德于7月21日获释后，报告称自己被蒙上双眼、戴上手铐并遭受酷刑。
孟加拉國當局實行宵禁，鎮暴警察被允許對違反政府宵禁令的抗議人士開槍，同時21日至23日期間定為公眾假期。

#### 7月21日
孟加拉国最高法院下令对配额保留系统进行彻底改革。它将文职部门的按成绩录取比例增加到93%，将1971年孟加拉国解放战争老兵后代的名额减少到5%，其余名额分配给少数民族、残疾人和跨性别者。尽管有这一裁决，学生抗议者承诺将继续示威，要求满足其他诉求，如释放在抗议期间被监禁的人，以及辞去被认为对暴力事件负有责任的官员。

#### 7月22日
孟加拉警方透露，当局至今在首都达卡逮捕了至少532人，其中包括反对党孟加拉民族主义党“第三把手”、该党发言人和该党高级幹部。

### 暫停抗議（7月23日至28日）
7月22日判決後，學生組織宣佈暫停為期兩天的抗議活動。他們要求政府取消宵禁，恢復連線網際網路，並停止針對學生示威者。隨著組織暫停抗議活動，在此期間並無進一步的暴力報告。該組織後來進一步延長暫停時間。但執法機構繼續進行大規模拘留。
7月26日，警方從醫院拘留了三名該組織協調員。內政部長聲稱，對其拘留是為了他們自身安全和調查目的。翌日，該組織的另外兩名協調員被拘留。當局表示，他們被拘留，詢問他們涉嫌與反對派人士有聯絡。該組織回應稱，若該三人不獲釋放，將從7月29日起恢復示威，同時還要求對部長和警察對抗議者的死亡採取行動。
與此同時，政府每日放寬宵禁限制，允許銀行、工廠和辦公室逐步重新開放。
7月23日，資訊和通訊技術部長宣佈，在經過五天的中斷後，政府將部分恢復銀行、商業機構、出口部門和特定地區的寬頻服務。7月24日，寬頻網際網路服務僅已恢復。7月28日，孟加拉國恢復移動網際網路，但Facebook、Instagram和TikTok等社交媒體網站仍被封鎖。
7月28日，被當局拘留的學生組織六名示威協調員發表聲明，宣布撤回抗議行動。然而，同一組織的其他協調員指，這些人是在當局的威脅下發表聲明。餘下的協調員誓言無論有沒有這六人的支持，他們都會繼續抗議。

### 恢復抗議（7月29日至8月5日）

#### 7月29日
在政府不理會釋放示威者領袖的最後通牒之後，示威者在全國各個地區恢復大規模的抗議活動。警方於達卡拘捕2822人。
孟加拉各地的大學教授打著「反壓迫教師大遊行」的旗號，要求停止騷擾學生和大規模逮捕。他們要求釋放被拘留的學生，並對正在進行的學生抗議活動表示聲援。而在達卡大學舉行的集會先為在最近的配額改革運動中被殺害的學生默哀，教師們稱之為「七月大屠殺」。

#### 7月30日
7月29日，總理谢赫·哈西娜主持內閣會議，宣佈7月30日舉行全國哀悼，悼念在配額改革運動中被殺害的人。當人民聯盟領袖在 社交網站上貼出黑色個人頭像時，許多孟加拉的使用者選擇了紅色，拒絕官方哀悼，認為這是一場鬧劇，並宣佈只有在為死去的學生伸張正義時，他們才會哀悼。
來自不同機構的多位知名人士發出24小時最後通牒，要求無條件釋放目前被當局拘留的六名學生組織協調員。

#### 7月31日
7月31日，學生組織了一場名為「正義遊行」的全國性抗議活動，以回應一系列殺戮、大規模逮捕、襲擊、訴訟、強迫失蹤以及謀殺學生和公民。抗議活動定於當地時間中午十二時在全國法院、校園和街道上舉行，倡導學生的九項具體要求。該運動希望得到教師、律師、人權活動家、專業人士、工人和公民的支援與合作。
上午十一時二十分，來自錫爾赫特的大學和其他教育機構的學生從大學門向法院點遊行，支援抗議。
至十一時，抗議者開始在吉大港法院集會。儘管警察有設置路障，但大約200名示威者進入場所並進行靜坐。50到60名親孟加拉國民族主義黨的律師聲援學生，親人民聯盟的律師則進行反遊行。吉大港的抗議活動在下午三時十五分左右結束，從法院離開，遊行至另處。
下午一時十五分左右，來自達卡大學等大學生向高等法院行進。警察阻止他們，幾名學生被拘留。為作回應，學生聚集在多爾廣場，後來有教師也加入了進來 達卡的抗議活動在近三個小時的示威結束後於下午三時左右結束。
從中午十二時二十分至下午一時，拉傑沙希大學的學生封鎖其中條高速公路。警方在示威期間拘留大學的五名學生。
下午三時，在關閉13天后，Facebook、WhatsApp和其他社交平台重新開放。

#### 8月1日
為紀念在是次抗議中被警察殺害及傷害的人，學生組織透過發放新聞稿於8月1日宣布一項名為「紀念英雄」的全國性計劃。並呼籲在社交媒體平台上使用「七月大屠殺」（JulyMassacre）和「記住我們的英雄」（RememberingOurHeroes）的標籤，發起線上和線下活動，以支持該運動和悼念烈士。
贾汉吉尔纳加尔大学的師生舉行抗議歌曲集會和文化聚會，抗議當局攻擊達卡大學教師、大規模逮捕抗議學生和公民，以及透過虛假案件進行騷擾。為聲援這項運動，水仙花國際大學的十二名教師也參與有關活動。
在無條件釋放配額改革運動的六名協調員的24小時最後通牒到期後，數位知名人士宣佈，他們將於8月1日下午前往當局的辦公室。
政府以參與抗議活動後的反恐法為由，取締孟加拉國伊斯蘭大會、其學生分支及其相關機構。到目前為止，達卡市各警察局已針對學生提出了274起案件。截至8月1日上午，在這些案件中共有3,011名學生被達卡市警局逮捕。
警方釋放了六名學生領袖，冀平息緊張局勢，並防止新的示威活動。數名協調員從當局辦公室獲釋後，宣佈他們將繼續運動，並在社交媒體上分享其聲明。
在納拉揚甘傑，為支持「緬懷英雄」而舉辦的燭光守夜活動因警方介入而中斷。當時警察對學生使用警棍，造成至少十人受傷。

#### 8月2日
學生領袖獲釋後，示威者為受騷亂和警察鎮壓影響的受害者尋求正義，但示威活動未有因此紓緩。示威者要求重新開放全國各地的學校和大學，並呼籲總理谢赫·哈西娜請辭。警方在包括庫爾納、錫爾赫特及和霍比甘傑等多地發射橡膠子彈、催淚瓦斯炮彈和響彈時，並發生衝突。一名警察在庫爾納被示威者毆打致死，而一名平民在霍比甘傑身亡。
鑑於新的騷亂，網際網路服務提供商再次限制訪問對Facebook、WhatsApp和Telegram。經過5個小時的限制，對Facebook和Messenger的訪問獲重新開放；然而Telegram仍然受到限制。
同一天，之前被當局拘留的六名協調員聲稱，他們被迫撤回對該運動的支援，宣稱該宣告是在全國廣播的脅迫下所致。
早前被捕的78名高考考生已獲得全國各法院的保釋。其中，55人來自達卡專區，14人來自吉大港專區，6人來自庫爾納專區，3人來自朗布尔专区。 
聯合國兒童基金會對是次運動的抗議鎮壓期間至少32名兒童死亡表示關切。聯合國兒童基金會南亞區域主任敦促當局迅速採取措施，確保兒童能夠重返學校。

#### 8月3日
當日凌晨，一名傷者在接受治療時死亡。
總理谢赫·哈西娜提議與示威者進行和平會談，表示她的辦公室是開放的，並指希望「與配額抗議者坐在一起，傾聽他們的意見」。 然而，中央協調員宣佈，示威者並無計劃與政府談判。他補充，他們在警察拘留期間承受酷刑，並在被當局拘留時絕食抗議。學生組織的另一位協調員則表示：「沒有子彈與恐怖主義的對話」。
上午十點三十分左右，來自拉傑沙希各院校的學生遊行，聚集在拉杰沙希工程技术大学前，高叫口號。學生走上街頭，要求謝赫·哈西娜辭職。
學生等聚集在达卡一個廣場，舉行來自首都不同地區的抗議遊行，下午5:30左右，其中一名協調員在該處向聚集的人群发表讲话。學生組織宣佈總理謝赫·哈西娜及其內閣辭職的單一要求，並呼籲從8月4日起開展全面的不合作運動，這標誌著配額示威的結束。
法院批准了反歧視學生運動一名協調員保釋，但他尚未獲釋。
在吉大港，教育部長的住所遇襲，停在住處前的兩輛汽車遭到破壞，其中一輛被縱火焚燒。 早些時候，下午五時三十分左右，吉大港10國會議員的辦公室也遭到襲擊，被縱火焚燒。在加齊普爾斯裡普爾的另一起事件中，一人在警察和抗議學生之間的衝突中喪生。
在朗布爾，兩名警察因學生活躍份子兼是次運動的主要協調員阿布·赛义德的死亡而被暫時停職。
在錫爾赫特，當地發生警民衝突。初步報告顯示，有100多人在衝突中受傷。
下午一時三十分左右，在庫米拉市的賽馬場，有政治組織的領袖和活躍分子襲擊學生組織的示威者的大規模集會。當時，他們公開向學生開槍，導致10名學生被槍殺，共30人受傷。
在博格拉市，抗議的學生與警察多次發生衝突。對抗持續近兩個小時，即從下午四時至下午六時左右。衝突期間，警察發射催淚瓦斯彈、響聲手榴彈、橡皮子彈和獵槍子彈。該市的幾個地區變成戰場。 至少有六名學生被槍殺，另有五十名學生受傷。

#### 8月4日
當日衝突導致約有91人死亡，包括14名警察，成傷亡人數最高的一天。當示威者封鎖主要高速公路時，與警察爆發衝突。警察局和人民聯盟辦公室被示威者視作目標 。警方發射催淚瓦斯，並聲稱發射橡皮子彈，但部分人被真正的子彈打傷和死亡。新的示威活動導致政府關閉網際網路，並宣佈從下午六點開始無限期的全國宵禁。
總理哈西娜批評抗議的學生，稱那些參與破壞和破壞的人不再是學生，而是恐怖分子，示威者則要求她辭職。
陸軍參謀長薩曼與軍方將領開會，最終向總理谢赫·哈西娜拒絕對示威者開槍的請求。這也導致谢赫·哈西娜的執政一夕間垮台。

### 总理辞职及临时政府建立

#### 8月5日
首都达卡有數萬名抗議人士無視宵禁發動遊行，要求總理谢赫·哈西娜下台。谢赫·哈西娜宣布辭去總理職務，隨後逃離首都達卡前往印度特里普拉邦的首府阿加尔塔拉。在總理辭職並逃離後，數千名示威者闖入總理官邸，並進行破壞。示威者推倒了谢赫·哈西娜父親，國父謝赫·穆吉布·拉赫曼的雕像，也燒毀了以他為名的博物館。
陸軍參謀長薩曼宣布組成臨時政府。孟加拉總統穆罕默德·謝哈布丁·楚普召開的會議一致決定，立即釋放孟加拉民族主義黨主席卡莉達·齊亞、釋放所有被捕學生。軍方則宣佈，8月6日早上六時取消宵禁。

## 哈西娜倒台之後

#### 8月6日
孟加拉總統穆罕默德·謝哈布丁·楚普在和國防軍參謀長、政黨領袖、學生領袖及公民社會代表開會宣布解散国民议会，为组建临时政府铺平道路。孟加拉警察協會發布聲明稱，他們被要求扮黑臉攻擊學生，他們對此致歉同時宣布直至保證警方安全前會持續罷工。
印度外交部部長苏杰生對孟加拉的情勢表達擔憂，同時也承認出逃的前總理谢赫·哈西娜目前人在印度。
在学生领袖建议下，诺贝尔和平奖得主穆罕默德·尤努斯同意充当临时政府首席顾问。当日达卡恢复平静。

#### 8月10日
民眾在達卡高等法院大樓舉行示威，要求首席大法官辭職，當天稍晚首席大法官及孟加拉銀行行長辭職下台

#### 8月15日
反哈西娜的示威者為了阻止她的支持者在其父拉赫曼故居前紀念他的忌日，因此發生衝突

#### 8月16日
Z世代青年穿上螢光背心，代替罷工的警察在首都街頭指揮交通
學生塗去示威期間的政治塗鴉，畫上關於愛與和平的新塗鴉
2名學生抗議領袖參與穆罕默德·尤努斯的臨時內閣

#### 8月17日
學運領袖向媒體表示，他們考慮組成一個新政黨

#### 8月21日
孟加拉國民族主義黨(BNP)要求印度政府將哈西娜以謀殺罪引渡回孟加拉。

#### 8月22日
哈西娜及部分國會議員的外交護照被臨時政府註銷。

## 生命及财产损失

### 伤亡
截至2024年7月29日，全孟加拉至少有266人在孟加拉学生联盟、孟加拉警方、快速反应营、孟加拉国步枪队、孟加拉陆军的攻击及暴力行动中遇害。另据联合国儿童基金会，至少32名儿童在当局对抗议及骚乱的镇压行动中遇害。
在7月17日的示威行动中，有六人遇害，包括新市场区的25岁小贩穆罕默德·沙贾汉（Md. Shahjahan）、32岁的家具店员工穆罕默德·法鲁克（Md. Farooq）、22岁的吉大港学院社会学系学生、孟加拉国民族主义学生党社运人士穆罕默德·瓦西姆·阿克拉姆（Md. Wasim Akram）、24岁的奥玛加尼M.E.S.学院学生费萨尔·艾哈迈德·尚托（Faisal Ahmed Shanto）、25岁的达卡学院学生、学生联盟成员沙布吉·阿里（Sabuj Ali），以及最广为人知遇害者、25岁的贝古姆·罗克亚大学英语系学生阿布·赛义德。
在7月18日的示威活动中，至少11人遇害，其中只有三人的身份获确认，分别为古丽斯坦电池厂一名18岁工人赛亚姆（Siyam）、21岁的马达里普尔政府学院大二学生迪普塔·戴伊（Dipta Dey）、达卡住宿示范学院17岁学生法尔汗·法亚兹（Farhan Faiyaz）。另有四人在乌塔拉的警民冲突中遇害，其中两人为北方大学学生，诺尔辛迪县也有一人在警民冲突中遇害。

### 财产损失

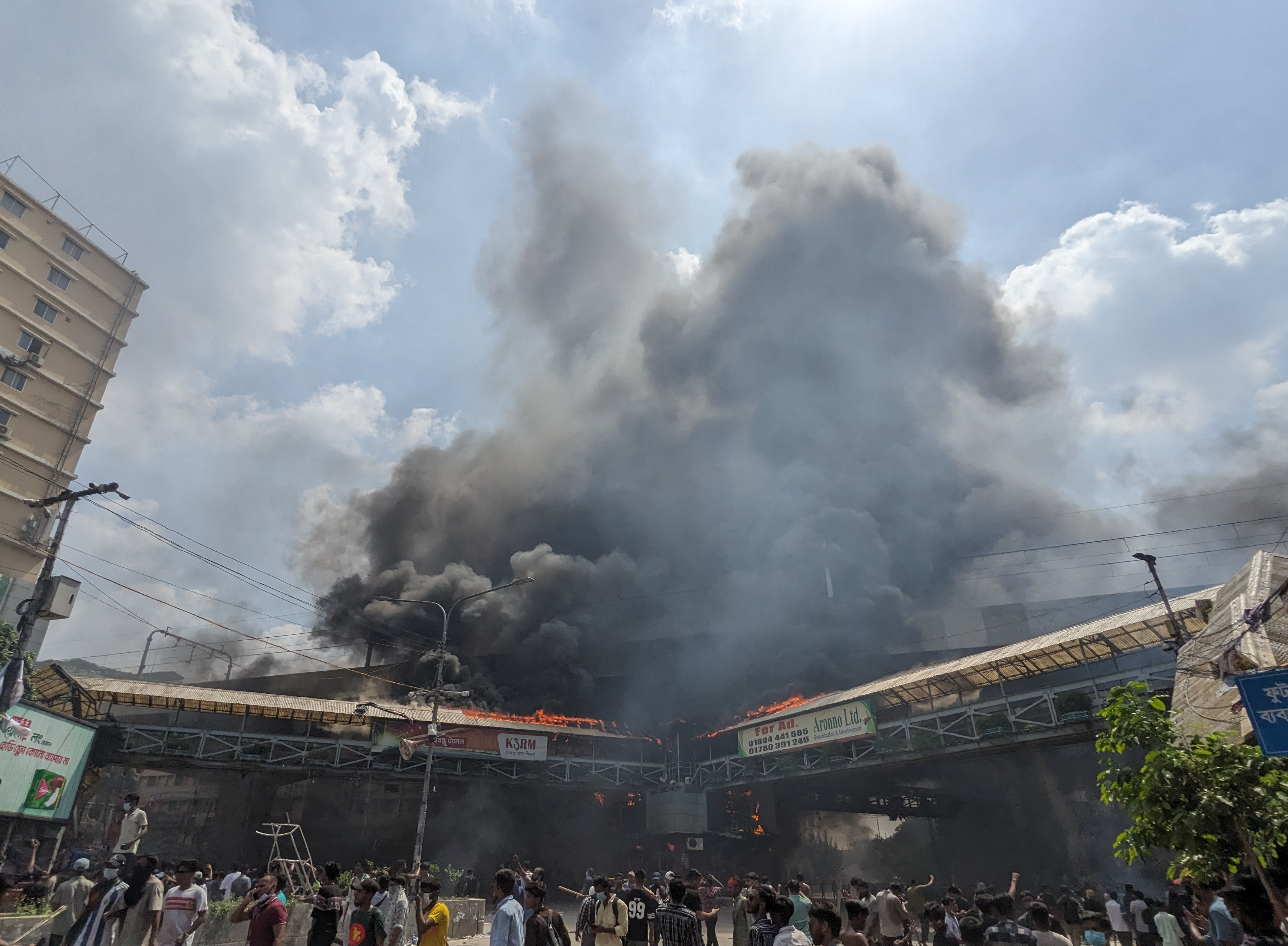
米尔普尔-10地铁站的警察岗亭被示威者纵火焚烧

全孟加拉有大量国有资产在学生运动中蒙受损失。据孟加拉国家通讯社报道，至少30个国家机关遭到纵火及严重冲击。2024年7月18日，国营孟加拉国电视台（BTV）遭到冲击和纵火，电视台大楼严重受损，部分楼层完全被焚毁。达卡的一座大型数据中心也被纵火，造成全国互联网及电讯服务服务严重中断，损失了70%至80%的带宽。达卡高架高速公路和穆罕默德·哈尼夫市长立交桥的收费站也遭到纵火，達卡地鐵有两座地铁站被纵火，包括米尔普尔-10站。
孟加拉警方通报，235处警方基础设施及281辆警用车辆被破坏、纵火。7月19日，纳尔辛迪县监狱被暴力冲击，大批囚犯趁乱越狱。当局表示与孟加拉国伊斯兰大会及孟加拉国民族主义党有联系的武装袭击者冲击监狱，纵火，破坏了监狱牢房的损，放走了826名囚犯（包括9名激进分子）。袭击者抢走武器、弹药及食品库存，同时给设施造成严重破坏。多名狱警在事件中遇害，袭击者与越狱囚犯一同逃跑。
示威活动及全国宵禁令严重冲击孟加拉国经济，损失高达12亿美元，严重影响的产业包括成衣、炼钢、制药、陶瓷器、外判及电子商务。

## 各方反应

### 国内反应

#### 支持方
孟加拉国最大反对党孟加拉民族主义党就学生联盟对抗议者的袭击表示谴责。左翼民主联盟也谴责了政府的镇压行动，称其「政府并未承认制度的合理变化，而是挑衅性言论。」
共有30名知名公民谴责抗议期间的暴力冲突所造成的生命损失。民间组织「孟加拉国国际透明」也谴责了镇压行动。
此外，美国驻孟加拉国大使馆向居住在该国的公民发出警告，要求他们避免参加示威活动，并在任何大型集会附近保持谨慎。由于局势不断升级，大使馆随后关闭。7月23日，在暴力事件发生后，共有123名马来西亚公民被马来西亚政府组织撤离。

#### 股市
反映孟加拉股市的孟加拉DSE指數在軍方拒武力鎮壓示威者致總理倒台出逃後，6~8三天的指數反彈幅度達12.762%，創2020年3月以來最大漲幅。

#### 反对方
孟加拉国著名文学家、沙阿贾拉勒科技大学前教授穆罕默德·扎法尔·伊克巴尔抨击抗议学生称在身上看到了「拉加卡尔」的影子，并表示再也不希望去达卡大学。这一声明引发了大量配额改革运动的支持者和参与者的愤怒和抗议，导致许多网上书店宣布将不再销售或推广他的文学作品，并将其作品下架。作为回应，该大学的学生宣布其为不受欢迎人物。

### 国际反应
- 英国：外交、联邦和发展事务部对抗议活动引发的暴力事件表示担忧，并敦促双方「结束暴力，找到和平的解决方式」。[224]
- 中华人民共和国：8月6日，中华人民共和国外交部表示，中方正密切关注孟加拉国局势。作为友好近邻和全面战略合作伙伴，中方真诚希望孟加拉国早日恢复社会稳定。[225]